# Rogellia
Rogellia is een geslacht van korstmossen dat behoort tot de familie Odontotremataceae van de ascomyceten. De typesoort is Rogellia nectrioidea.

## Soorten
Volgens Index Fungorum telt het geslacht twee soorten (peildatum december 2021):
| Soortnaam            | Auteur(s) | Publicatiejaar |
| -------------------- | --------- | -------------- |
| Rogellia nectrioidea | Döbbeler  | 1999           |
| Rogellia triseptata  | Döbbeler  | 2006           |